# Rio Bega Veche

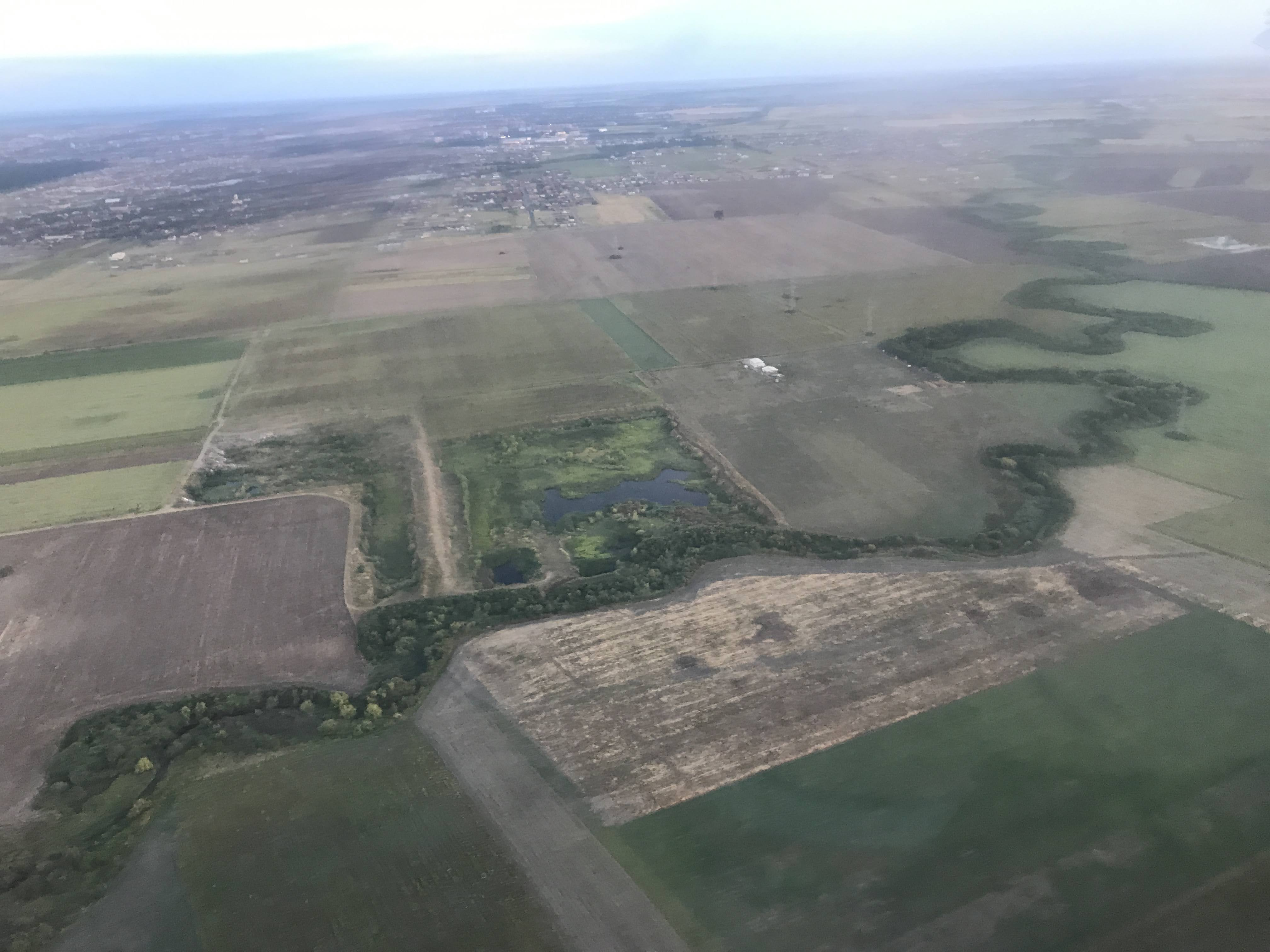
Bega Veche ao norte de Dumbrăvița

O rio Bega Veche (em romeno) ou Stari Begej (em sérvio; Стари Бегеј) é um rio da Romênia e da Sérvia, afluente pela margem esquerda do Bega, cuja maior parte da bacia hidrográfica se situa no distrito romeno de Timiș. Desagua no Canal do Bega, 6 km a nordeste de Zrenjanin, na Sérvia .